# Typhlodromips tibetapineus
Typhlodromips tibetapineus är en spindeldjursart som först beskrevs av Wu 1987.  Typhlodromips tibetapineus ingår i släktet Typhlodromips och familjen Phytoseiidae. Inga underarter finns listade i Catalogue of Life.